# Больницы Гонконга
Больницы Гонконга делятся на две основные категории — государственные и частные. Ряд больниц, принадлежащих государственным, религиозным и благотворительным организациям, служит местом прохождения практики и интернатуры студентов медицинских факультетов Гонконгского университета, Открытого университета Гонконга и Китайского университета Гонконга.
В 1996 году закрылся Британский военный госпиталь (British Military Hospital), основанный в 1907 году, в 2012 году — частная Гонконгская центральная больница (Hong Kong Central Hospital), основанная в 1966 году. 
Отдельным цветом выделены больницы, в которых обучаются и проходят практику студенты медицинских факультетов.

## Государственные больницы
Государственные больницы Гонконга находятся под контролем Больничного управления, которое, в свою очередь, подотчётно Бюро продуктов и здравоохранения правительства Гонконга. По состоянию на 2013 год Больничное управление осуществляло менеджмент 42 больниц и медицинских учреждений, разбитых на семь групп (кластеров).

### Группа Восточный Гонконг
Охватывает округа Восточный и Ваньчай, насчитывает в общей сложности 3 015 больничных коек. 
| № | Название                               | Название (анг.)                          | Число коек | Год открытия | Примечания                                                |
| 1 | Чешир-Хоум (Чунхамкок)                 | Cheshire Home (Chung Hom Kok)            |            | 1961         | Входит в состав Leonard Cheshire Foundation International |
| 2 | Восточная больница Памелы Юд Нетерсоул | Pamela Youde Nethersole Eastern Hospital | 1829       | 1993         | [ 6 ] [ 7 ]                                               |
| 3 | Больница Раттонджи                     | Ruttonjee Hospital                       | 600        | 1991         | [ 8 ]                                                     |
| 4 | Больница Сент-Джон                     | St. John Hospital                        |            |              | [ 9 ]                                                     |
| 5 | Больница Тансиукинь                    | Tang Shiu Kin Hospital                   |            | 1969         | [ 10 ]                                                    |
| 6 | Восточная больница Тунва               | Tung Wah Eastern Hospital                |            | 1929         | Входит в состав Tung Wah Group of Hospitals               |
| 7 | Больница Вончукхан                     | Wong Chuk Hang Hospital                  |            |              | [ 13 ]                                                    |

- Восточная больница Памелы Юд Нетерсоул
- Больница Раттонджи
- Восточная больница Памелы Юд Нетерсоул
- Больница Вончукхан
- Больница Тансиукинь
- Восточная больница Тунва

### Группа Западный Гонконг
Охватывает округа Южный, Центральный и Западный, насчитывает в общей сложности 3 163 больничные койки.
| № | Название                                    | Название (анг.)                         | Число коек | Год открытия | Примечания                                  |
| 1 | Больница Грантем                            | Grantham Hospital                       | 496        | 1957         | [ 15 ]                                      |
| 2 | Медицинский реабилитационный центр Маклиоза | MacLehose Medical Rehabilitation Centre | 150        | 1984         | [ 16 ] [ 17 ]                               |
| 3 | Больница Куин Мэри                          | Queen Mary Hospital                     | 1400       | 1937         | [ 18 ] [ 19 ]                               |
| 4 | Детская больница герцогини Кентской         | The Duchess of Kent Children's Hospital | 130        | 1956         | [ 20 ] [ 21 ]                               |
| 5 | Больница Чаньюк                             | Tsan Yuk Hospital                       |            | 1922         | [ 22 ]                                      |
| 6 | Больница Фунъиукин                          | Fung Yiu King Hospital                  |            | 1987         | Входит в состав Tung Wah Group of Hospitals |
| 7 | Больница Тунва                              | Tung Wah Hospital                       | 633        | 1870         | Входит в состав Tung Wah Group of Hospitals |

- Больница Куин Мэри
- Больница Грантем
- Больница Тхунва
- Детская больница герцогини Кентской
- Центр Маклиоза

### Группа Центральный Коулун
Охватывает округа Яучиммон и Коулун-Сити, насчитывает в общей сложности 3 565  больничных коек.
| № | Название                                             | Название (анг.)                        | Число коек | Год открытия | Примечания    |
| 1 | Центр переливания крови Гонконгского Красного Креста | HK Red Cross Blood Transfusion Service |            |              | [ 27 ] [ 28 ] |
| 2 | Гонконгская буддистская больница                     | Hong Kong Buddhist Hospital            | 285        | 1970         | [ 29 ]        |
| 3 | Гонконгская глазная больница                         | Hong Kong Eye Hospital                 |            | 1992         | [ 30 ]        |
| 4 | Больница Коулуна                                     | Kowloon Hospital                       | 1281       |              | [ 31 ] [ 32 ] |
| 5 | Больница Куин Элизабет                               | Queen Elizabeth Hospital               | 1800       | 1963         | [ 33 ] [ 34 ] |
| 6 | Центр Рихабейд                                       | Rehabaid Centre                        |            | 1979         | [ 35 ]        |

- Центр переливания крови
- Гонконгская глазная больница
- Больница Коулуна
- Больница Коулуна
- Больница Куин Элизабет
- Гонконгская буддистская больница

### Группа Восточный Коулун
Охватывает округа Куньтхон и Сайкун, насчитывает в общей сложности 2 235 больничных коек. 
| № | Название                           | Название (анг.)           | Число коек | Год открытия | Примечания                                      |
| 1 | Больница Хевен оф Хоуп             | Haven of Hope Hospital    |            | 1955         | Входит в состав Haven of Hope Christian Service |
| 2 | Больница Чёнкуаньоу                | Tseung Kwan O Hospital    |            | 1999         | [ 38 ]                                          |
| 3 | Объединённая христианская больница | United Christian Hospital | 1403       | 1973         | [ 39 ] [ 40 ]                                   |

- Больница Хевен оф Хоуп
- Объединённая христианская больница
- Больница Чёнкуаньоу

### Группа Западный Коулун
Охватывает округа Яучиммон, Вонтайсинь, Самсёйпоу, Кхуайчхин и Чхюньвань, насчитывает в общей сложности 6 692 больничных коек.
| № | Название                          | Название (анг.)                | Число коек | Год открытия | Примечания                                       |
| 1 | Медицинский центр Каритас         | Caritas Medical Centre         | 1100       | 1964         | Входит в состав Caritas Internationalis          |
| 2 | Больница Кхуайчхун                | Kwai Chung Hospital            | 1372       | 1981         | [ 43 ] [ 44 ]                                    |
| 3 | Больница Кхуонва                  | Kwong Wah Hospital             | 1141       | 1911         | Входит в состав Tung Wah Group of Hospitals      |
| 4 | Больница Северного Лантау         | North Lantau Hospital          |            | 2013         | [ 46 ]                                           |
| 5 | Больница Мэринолльской Богоматери | Our Lady of Maryknoll Hospital |            | 1961         | Входит в состав Maryknoll Sisters of St. Dominic |
| 6 | Больница принцессы Маргарет       | Princess Margaret Hospital     | 1475       | 1975         | [ 48 ]                                           |
| 7 | Больница Вонтайсинь               | Wong Tai Sin Hospital          |            | 1965         | Входит в состав Tung Wah Group of Hospitals      |
| 8 | Больница Яньчхай                  | Yan Chai Hospital              |            | 1973         | [ 50 ]                                           |

- Больница принцессы Маргарет
- Больница Северного Лантау
- Больница Кхуонва
- Больница Кхуайчхун
- Медицинский центр Каритас

### Группа Восточные Новые Территории
Охватывает округа Сатхинь, Тайпоу, Северный и Сайкун, насчитывает в общей сложности 3 977 больничных коек.
| № | Название                          | Название (анг.)                       | Число коек | Год открытия | Примечания                                                |
| 1 | Больница Элис Хо Миулин Нетерсоул | Alice Ho Miu Ling Nethersole Hospital | 400        | 1997         | [ 52 ] [ 53 ]                                             |
| 2 | Хоспис Брэдбери                   | Bradbury Hospice                      |            | 1992         | [ 54 ] [ 55 ]                                             |
| 3 | Чешир-Хоум (Сатхинь)              | Cheshire Home (Shatin)                |            |              | Входит в состав Leonard Cheshire Foundation International |
| 4 | Больница Северного округа         | North District Hospital               |            | 1998         | [ 57 ] [ 58 ]                                             |
| 5 | Больница принца Уэльского         | Prince of Wales Hospital              | 1360       | 1984         | [ 59 ] [ 60 ]                                             |
| 6 | Больница Сатхинь                  | Shatin Hospital                       | 650        | 1991         | [ 61 ]                                                    |
| 7 | Больница Тайпоу                   | Tai Po Hospital                       |            |              | [ 62 ] [ 63 ]                                             |

- Больница Сатхинь
- Больница принца Уэльского
- Больница Северного округа
- Больница Элис Хо Миулин Нетерсоул
- Больница Тайпоу
- Хоспис Брэдбери

### Группа Западные Новые Территории
Охватывает округа Тхюньмунь и Юньлон, насчитывает в общей сложности 3 905 больничных коек. 
| № | Название           | Название (анг.)      | Число коек | Год открытия | Примечания    |
| 1 | Больница Кастл-Пик | Castle Peak Hospital | 1144       | 1961         | [ 65 ]        |
| 2 | Больница Пхокой    | Pok Oi Hospital      | 472        | 2007         | [ 66 ] [ 67 ] |
| 3 | Больница Сиулам    | Siu Lam Hospital     | 350        | 1972         | [ 68 ]        |
| 4 | Больница Тхюньмунь | Tuen Mun Hospital    | 1870       | 1990         | [ 69 ]        |

- Больница Сиулам
- Больница Пхокой
- Больница Тхюньмунь
- Больница Кастл-Пик

## Частные больницы
| №  | Название                           | Название (анг.)                   | Число коек | Год открытия | Примечания                                             |
| 1  | Гонконгская адвентистская больница | Hong Kong Adventist Hospital      |            | 1971         | Входит в состав Церкви адвентистов седьмого дня        |
| 2  | Адвентистская больница Чхюньвань   | Tsuen Wan Adventist Hospital      |            | 1964         | Входит в состав Церкви адвентистов седьмого дня        |
| 3  | Гонконгская баптистская больница   | Hong Kong Baptist Hospital        | 800        | 1963         | Входит в состав Баптистской церкви Гонконга            |
| 4  | Гонконгская больница-санаторий     | Hong Kong Sanatorium and Hospital | 480        | 1922         | [ 73 ]                                                 |
| 5  | Больница евангелия                 | Evangel Hospital                  |            | 1965         | Входит в состав Евангелистской свободной церкви Китая  |
| 6  | Международная больница Матильда    | Matilda International Hospital    |            | 1907         | [ 75 ]                                                 |
| 7  | Больница драгоценной крови         | Precious Blood Hospital           |            | 1937         | Входит в состав Caritas Internationalis                |
| 8  | Больница Сент-Пол                  | St Paul's Hospital                | 400        | 1898         | Входит в состав ордена Сестёр милосердия Святого Павла |
| 9  | Больница Сент-Тереза               | St Teresa's Hospital              | 600        | 1940         | Входит в состав ордена Сестёр милосердия Святого Павла |
| 10 | Больница Юнион                     | Union Hospital                    | 300        | 1994         | Входит в состав Henderson Group                        |
| 11 | Больница Каноссы                   | The Canossa Hospital              | 146        | 1960         | Входит в состав Caritas Internationalis                |

- Гонконгская больница-санаторий
- Больница Юнион
- Больница Сент-Тереза
- Больница евангелия
- Гонконгская баптистская больница
- Гонконгская больница-санаторий
- Гонконгская адвентистская больница
- Адвентистская больница Чхюньвань
- Больница драгоценной крови
- Больница Сент-Пол
- Международная больница Матильда